# 克里米亞國徽
克里米亞國徽 (俄語：Герб Крыма) 是代表克里米亞的徽章，克里米亚自治共和国於1992年起使用。2014年宣布成立的克里米亚共和国亦沿用此國徽。

## 历史纹章

西奥多罗公国，哥特城 (14世纪初-1475年)
克里米亞汗國（1441–1783）
塔夫利省（1802–1921）
克里米亞地方政府（1918–1919）
克里米亞蘇維埃社會主義自治共和國（1921–1938）
克里米亞蘇維埃社會主義自治共和國（1938–1945）

## 形式
徽章的外觀上是以紅色盾牌為基底，該紅色代表克里米亞過去輝煌的歷史。中間則有著一頭銀白色的神話生物獅鷲，代表著是共和國的保衛者。該頭獅鷲在右掌上持有著一顆藏著一粒天藍色珍珠的貝殼，天藍色代表克里米亞文化的縮影，珍珠則影射著克里米亞為世界的一部分。
圖像上方有個升起的太陽，象徵著繁榮與再生。左右兩側擺著白色柱子，而一條帶有藍、白、紅三色的緞帶圍繞在兩根柱子下方，該緞帶裡有寫著「團結一心促進繁榮」（Процветание в единстве）的口號。